# Gavin Peacock
Gavin Keith Peacock (Eltham, 18 november 1967) is een Engels voormalig betaald voetballer die als centrumspits of als aanvallende middenvelder speelde. Hij was actief in de Premier League met Chelsea.  Hij was net vertrokken bij Chelsea toen de club succesvol werd onder Italiaans bewind van Gianluca Vialli.

## Carrière
Peacock stroomde door vanuit de jeugdopleiding van Queens Park Rangers (QPR) in 1984, maar wist in zijn eerste drie seizoenen bij de club geen basisplaats af te dwingen als jong veulen. QPR leende hem uit aan derdeklasser Gillingham, waar Peacock voor het eerst kon bekoren. In twee seizoenen bij de club scoorde hij 11 doelpunten uit 70 competitiewedstrijden. Vervolgens was Peacock een seizoen actief bij tweedeklasser AFC Bournemouth, en dus nog steeds niet op het hoogste niveau. Zijn grote doorbraak beleefde Peacock pas bij Newcastle United, dat hem in 1990 een contract aanbood en £ 275.000 betaalde aan Bournemouth. Hij scoorde 35 doelpunten en speelde meer dan 100 wedstrijden voor The Magpies in de tweede klasse. Hij promoveerde met Newcastle naar de Premier League in 1993, maar Peacock maakte de overstap niet mee aangezien toenmalig Premier League-middenmoter Chelsea na dat seizoen geïnteresseerd was in hem. Peacock tekende een contract op Stamford Bridge en scoorde drie keer tegen Middlesbrough op 4 februari 1996. Chelsea won met 5-0. Chelsea en Peacock verloren de finale van de FA Cup van 1994 met zware 0-4 cijfers tegen Manchester United. Peacock was een vaste waarde bij Chelsea onder Glenn Hoddle, maar de komst van de Italiaanse speler-trainer Gianluca Vialli, de Italiaanse nummer tien Roberto Di Matteo — en eerder al de intrede van hun landgenoot Gianfranco Zola — reduceerden zijn kansen en er waaide een frisse wind bij Chelsea. Peacock verdween helemaal uit de ploeg en werd verkocht aan Queens Park Rangers, waar het allemaal begon. QPR huurde hem reeds een half jaar van Chelsea. Hij stond vrijwel altijd in de ploeg bij QPR, hoewel de offensief ingestelde middenvelder in 2001 werd verhuurd aan Charlton Athletic. Peacock beëindigde zijn loopbaan bij QPR in 2002.

## Persoonlijk leven
Na zijn spelersloopbaan werd hij voetbalanalist en was enige tijd analist voor het programma Match of the Day op de zender BBC. Later werd hij priester.